# Suaeda densiflora
Suaeda densiflora là loài thực vật có hoa thuộc họ Dền. Loài này được A. Soriano ex Giusti miêu tả khoa học đầu tiên năm.